# Réglettes de Genaille-Lucas
Les réglettes de Genaille ou réglettes de Genaille-Lucas constituent une amélioration des bâtons de Napier. Comme eux, il s'agit d'un abaque facilitant le calcul des produits et des divisions.

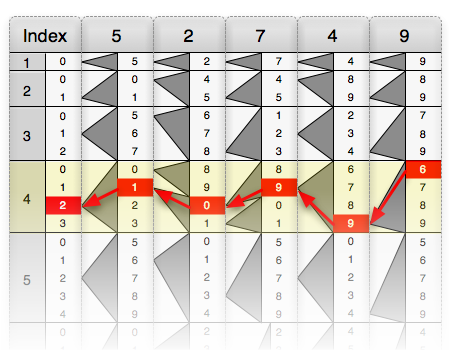

Ces réglettes sont issues d'une proposition théorique du mathématicien Édouard Lucas que l'ingénieur de l'armement Henri Genaille parvint à mettre en œuvre en 1885.
Les réglettes de Genaille proprement dites permettent de calculer les produits en effectuant moins d'additions que par la seule utilisation des bâtons de Napier. Elles sont gravées de flèches à suivre pour la lecture, intelligemment disposées. On trouve par lecture directe le résultat d'un nombre à plusieurs chiffres par un nombre à un chiffre.
Il existe aussi des réglettes facilitant le calcul des divisions, appelées réglettes multisectrices, et basées sur le même principe.